# Elaphrodes simplex
Elaphrodes simplex är en fjärilsart som beskrevs av Pierre E.L. Viette 1955. Elaphrodes simplex ingår i släktet Elaphrodes och familjen tandspinnare. Inga underarter finns listade i Catalogue of Life.